# The Day After (album)
The Day After è il quinto album in studio del rapper statunitense Twista, pubblicato nel 2005.

## Tracce
1. The Day After (feat. Syleena Johnson) – 2:49
2. Check That Hoe – 3:30
3. Chocolate Fe's and Redbones (feat. Johnny P) – 3:54
4. Get It How You Live – 4:01
5. Lavish (feat. Pharrell) – 3:42
6. Girl Tonite (feat. Trey Songz) – 3:42
7. Do Wrong (feat. Lil' Kim) – 4:00
8. Heartbeat – 2:59
9. Holding Down the Game – 4:24
10. When I Get You Home (A.I.O.U) (feat. Jamie Foxx & Pharrell) – 4:15
11. So Lonely (con Mariah Carey) – 3:51
12. Had to Call (feat. Snoop Dogg & Sleepy Eyed Jones) – 3:47
13. Out Here (feat. Juvenile & Speedknot Mobstaz) – 4:03
14. I'm a Winner – 4:20
15. Hit the Floor (feat. Pitbull) – 3:38